# Parapercis punctata
Parapercis punctata és una espècie de peix de la família dels pingüipèdids i de l'ordre dels perciformes.

## Hàbitat i distribució geogràfica
És un peix marí, demersal i de clima tropical, el qual viu a Reunió, les illes Seychelles, l'Índia, el Vietnam i, probablement també, Tailàndia.

## Observacions
És inofensiu per als humans.